# Ermita de San Martín (Basauri)
La ermita de San Martín es una ermita del barrio de  Finaga del municipio vizcaíno de Basauri, Vizcaya.
La última restauración fue en 1994. La ermita contiene restos de varias necrópolis,  entre los siglos IV-XVI. Entre los restos se han encontrado tumbas de los habitantes de la zona, de época romana (siglos IV y V), Antigüedad tardía (siglos VI-IX) y Alta Edad Media (siglos XI-XII).

## Los desubrimientos
La ermita de Finaga es una de las ermitas más antiguas del País Vasco. El edificio y la necrópolis fueron descubiertos por el arqueólogo vizcaíno Iñaki García Camino en 1994. Los restos que encontró son del siglo IV, pero durante excavaciones se han encontrado restos anteriores, lo que indica que hubo un asentamiento en Malmasín. También, se encontró un ataúd con un esqueleto en su interior, una copa de cerámica terra sigillata tardohispánica y cinco piezas de estelas que se ubicaron frente al santuario.
Los fragmentos de la estela constan de tres cabezas. Además, presentan motivos astrales propios de la iconografía de la época romana en la región.
También se ha encontrado una inscripción en capiteles romanos en una estela de la Edad del Hierro decorada con coronas redondas, lo que sugiere que puede haber una necrópolis romana aún no descubierta cerca. Esta estela se pensaba que era visigoda, pero los expertos lo sitúan entre los siglos  X y XI. Otra lápida sepulcral conservada en la iglesia de la Magdalena de Arrigorriaga también procede, cómo no, de la ermita de San Martín de Finaga. tiene una cabeza en forma de disco y un pie trapezoidal. En un lateral presenta una decoración de cruz griega dentro de un círculo rodeado por una corona de dientes de sierra. Al otro lado, una inscripción dentro de dos círculos, 1072. que puede ser del año.
La actual capilla fue renovado en el siglo XVII. Tiene plano rectangular, muros de mampostería vista y mampostería en las esquinas. En 1745 fue renovado nuevamente en estilo barroco . En 1765 sufrió nuevas reformas  y en 1994 la restauración actual. Todavía se conserva la talla de madera policromada del siglo XVII de San Martín.
La puerta es una lápida o un monumento conmemorativo reutilizado; un gran trozo de piedra con rectángulos y dos círculos concéntricos como decoración. Además, junto al muro cabecera del edificio, en el interior, hay otra piedra arenisca con dos círculos concéntricos, que también se reutiliza. Todas estas piezas están relacionadas con un cementerio cercano a la iglesia, con tumbas sencillas labradas en piedra y tumbas de losa.
Cuando se llevaron a cabo nuevas excavaciones en el exterior, se descubrieron dos nuevas tumbas, las tumbas 16 y 17 encontradas hasta ahora en todo el sitio. Una de ellas data del siglo V, después de la construcción del primer edificio. Además, se conservan clavos del ataúd y clavos de zapatos. La otra tumba es la sucesora, una sencilla tumba excavada en la roca con un cuenco de cristal en el medio.
Entre todos los entierros, los más antiguos y comunes, son de los siglo V y VIII, y son enterramientos que suelen producirse en esta región.
Esta ermita fue utilizada para enterramientos durante mucho tiempo, desde la Antigüedad Tardía hasta la Edad Media, y no ha habido ruptura entre las primeras y las posteriores. Entre los cristianos locales, era común querer ser enterrado lo más cerca de la iglesia o ermita. En el interior  de esta se pueden apreciar dos personas con armas.

## Influencia vasco-aquitania
La necrópolis de Finaga forma parte del grupo de necrópolis de influencia aquitana, junto con otras como: Aldaieta, San Pelayo (Alegría), Buzaga (Elorz), Condestable y Argarai-Obietagañe (Pamplona), y muchas otras de la Alta Navarra, Álava, Vizcaya y oeste de Francia.